# Gornje Mladice
Gornje Mladice (en serbe cyrillique : Горње Младице) est un village de Bosnie-Herzégovine. Il est situé sur le territoire de la ville d'Istočno Sarajevo, dans la municipalité d'Istočna Ilidža et dans la république serbe de Bosnie. Selon les premiers résultats du recensement bosnien de 2013, il compte 162 habitants.

## Géographie
Le village est situé au bord de la Kasindolska rijeka.

## Démographie

### Évolution historique de la population dans la localité
| 1948 | 1953 | 1961 | 1971 | 1981 | 1991 | 2013 |
| ---- | ---- | ---- | ---- | ---- | ---- | ---- |
| -    | -    | 183  | 155  | 172  | 198  | 162  |

|  |